# Никола Топић
Никола Топић (Нови Сад, 10. август 2005) српски је кошаркаш. Игра на позицијама плејмејкера и бека, а тренутно наступа за Оклахома сити тандере.

## Каријера

### Клупска
Топић је поникао у новосадском клубу Дифенс, за који је наступао до кадетске узрасне категорије. Почетком јуна 2020. потписао је вишегодишњи стипендијски уговор са Црвеном звездом и тако се званично прикључио њеним млађим категоријама.
У току сезоне 2021/22. почео је да тренира и са сениорским тимом Звезде, у коме је задужио дрес са бројем 44. Први званични наступ за сениоре црвено-белих уписао је 28. марта 2022, на утакмици 24. кола Јадранске лиге 2021/22, играној против екипе Крке. На паркет је ушао у 15. минуту утакмице и до њеног краја је успео да забележи четири поена, два скока, пет асистенција и две украдене лопте. Топић је тако постао и најмлађи стрелац у дотадашњој историји КК Црвена звезда. Први наступ у Евролиги имао је 1. априла 2022. у Минхену, у поразу Звезде на гостовању Бајерну.
Почетком септембра 2022. прослеђен је на позајмицу у клуб Слодес. Крајем истог месеца објављено је да ће Топић играти за оба клуба, на двојну регистрацију. Шестог јануара 2023. потписао је полусезонски уговор са ФМП-ом. Четири дана касније обзнањено је да ће Топић остатак сезоне 2022/23. провести у ОКК Београду. Дана 17. јула 2023. године потписао је професионални четворогодишњи уговор са Црвеном звездом. У августу исте године прослеђен је на једногодишњу позајмицу Мега баскету. Дана 26. децембра 2023. вратио се у Црвену звезду.
Оклахома Сити тандер га је изабрао као 12. пика на НБА драфту 2024. године.

### Репрезентативна
Топић је био капитен састава јуниорске репрезентације Србије који је освојио златну медаљу на Европском првенству 2023. године, одржаном у Нишу. Проглашен је за најкориснијег играча првенства, а уврштен је и у идеалну петорку. Просечно је по утакмици бележио 15,3 поена, 5,1 асистенцију и 3,7 скокова.

## Приватни живот
Његов отац је Миленко Топић, кошаркаш и кошаркашки тренер.

## Успеси

### Клупски
- Црвена звезда:
  - Првенство Србије (1): 2023/24.
  - Јадранска лига (2): 2021/22, 2023/24.
- Оклахома Сити тандер: 
  - НБА (1): 2024/25.[17]

### Репрезентативни
- Европско првенство до 18 година:  2023.

### Појединачни
- Најкориснији играч Европског првенства до 18 година (1): 2023.
- Идеална петорка Европског првенства до 18 година (1): 2023.
- Идеална стартна петорка Јадранске лиге (1): 2023/24.[18]
- Најбољи млади играч Јадранске лиге (1): 2023/24.[19]